# 江部康二
江部 康二（えべ こうじ、1950年1月8日 - ）は、日本の内科医・漢方医。一般財団法人高雄病院理事長。一般社団法人日本糖質制限医療普及推進協会代表理事。

## 来歴
- 1950年1月8日、京都府生まれ。18歳まで広島県に居住。私立修道高等学校を卒業。
- 1974年
  - 京都大学医学部卒業
  - 京都大学結核胸部疾患研究所第一内科（現：京都大学呼吸器内科）にて呼吸器科を学ぶ。
- 1978年 高雄病院に医局長として勤務し、東洋医学を学び、漢方臨床実践を行う。
- 1996年 一般財団法人高雄病院 副院長
- 2000年 一般財団法人高雄病院 理事長
- 2001年 糖質制限食に取り組む。
- 2002年 自ら糖尿病であると気づいて以来、さらに糖尿病治療の研究に力を注ぎ、「糖質制限食」の体系を確立。これにより自身の糖尿病を克服したと主張する。江部自身も2002年から、スーパー糖質制限食（後述）を続けている。その結果、開始後半年で-10㎏減量でき、2015年（65歳時点）まで服薬なしとのこと。

趣味はテニス。
江部の糖質制限食は、食事1回あたりの糖質摂取量を野菜分の糖質を主に10-20g以下とし、糖質制限食の回数を3パターン化しているのが特徴である。
なお既に、経口血糖降下薬の内服やインスリン注射をしている糖尿病の患者は、低血糖の心配があるので必ず主治医と相談してから糖質制限食を始めるよう注意している。また診断基準を満たす膵炎がある場合、肝硬変の場合、そして長鎖脂肪酸代謝異常症は、糖質制限食は適応とはならないとも注意している（肝硬変では、糖新生能力が低下しているため。長鎖脂肪酸代謝異常症では、脂肪酸が上手く利用できないため）。
- プチ糖質制限食：朝、昼は糖質を適量（できれば少量）摂取して、夜だけ糖質を摂らない方法。最もハードルが低い方法で、続けるのも簡単。軽いダイエットや、ダイエット後の体重維持には向いているが、糖尿人の合併症予防効果はあまり期待できない。
- スタンダード糖質制限食：朝と夜を糖質抜き、昼は糖質を適量（できれば少量）摂取する方法。
- スーパー糖質制限食：一日の食事全てを糖質制限食とする方法。糖質制限食の効果が最も大きくなる。効果は最も早く、糖尿病や肥満、メタボリック症候群を速やかに解消されるとされる。

湿潤療法を確立させた夏井睦も、江部の提唱する糖質制限食により-11㎏のダイエットを成功させている。

## 著書
- Dr.江部のアトピー学校〈1〉心と体編 ISBN 4872691830
- Dr.江部のアトピー学校〈2〉スキンケア編 ISBN 4872691849
- 主食を抜けば糖尿病は良くなる!糖質制限食のすすめ
- 主食を抜けば糖尿病は良くなる! 実践編
- 京都の名医がおしえる「やせる食べ方」 ―美食で満腹ダイエット
- 糖尿病がどんどんよくなる糖質制限食